# カムラ -神々と契りし者-
『カムラ －神々と契りし者－』（カムラ かみがみとちぎりしもの）はジーモードより発売されたコンピュータRPG。携帯電話アプリ（iアプリ、S!アプリ、EZアプリ）向けのゲームとして2009年から2010年にかけて発売され、ジー・モードが展開する「G-MODEアーカイブス」の第40弾ソフトとしてNintendo Switch版が2022年1月13日に発売予定。
和風の世界を舞台に、日本神話をモチーフにした神々と人間たちによる物語が展開される。

## システム
ワールドマップから目的のクエストを選択してダンジョンを探索しイベントをクリアするというのが基本的な流れとなる。ダンジョンの構造は毎回ランダム生成される。ダンジョンに入るごとにワールドマップの時間が1か月経過し、特定の季節にのみ現れるダンジョンも存在する。
戦闘シーンでの行動順は素早さに依存しており、画面上部のゲージにある敵・味方全員のアイコンが右から左に向けて動いていきゲージ左端に到達したキャラクターが行動可能となる。仲間キャラクターたちは、神を自らに憑依させる「神降ろし」の使用により能力が変化し、憑依した状態での戦闘の終了後に得られる「巫女値」を溜めていくことで「秘技」を習得できる。神々・敵・技・武具には「木」「火」「土」「雷」「水」の属性が付与されており、属性の相性により与えるダメージが変化する。

## あらすじ
世界の東方に位置する島国「日出ずる国」には多くの神が存在し、それぞれが互いの領分を侵さないことにより国の平穏が保たれていた。しかし、唯一神が国を統治すべきという野望を抱く神が現れ、行動を起こそうとしていた。
「フゲキ」という神主の家に生まれたノリヒコは、神主ではなく武士になることを目指していたが父からは反対されていた。そしてお祭りの日、ノリヒコの兄キヨヒコはオオイナリの降臨を任されていたが、父は急遽ノリヒコに神降ろしを指示する。キヨヒコは父が以前に村が襲撃にあった際に母を助けず隠れていた事への怒りを噴出させた末に父を殺害し、神ヒルコを降臨させ唯一神となるために村を出る。ノリヒコはキヨヒコの許婚サクヤとともに兄を止めるため後を追う。

## 登場人物
ノリヒコ
フゲキの家の次男。村を救った武士に憧れている。
サクヤ
キヨヒコの許婚。戦闘ではパーティの回復役を担う。
ヨシマロ
都会の陰陽師、安倍晴明の息子。オオガマが苦手で逃げ出したり、ユキメに誘惑されパーティを抜ける事もしばしば。神技で強力な攻撃を繰り出す。
ウズメ
羽衣をキヨヒコに取られ、仕方なく歌舞伎の一座に入っていた天女。攻撃補助が中心。語尾が伸びる。
キヨヒコ
ノリヒコの兄。唯一神になろうとし、存在する全ての神を抹殺しようとする。
面具の武士
この世界の武士。数人単位で行動している。

### 神
サルタヒコ
最初に契約する神。天狗でノリヒコから「たいした事無い」と言われる。
クラオカミ
全体回復など役に立つ秘術が使える。
ビシャモンテン
地系の秘術を使う。
ツクヨミ
闇系秘術を使う。
フドウミョウオウ
攻撃補助と炎の秘術が使える。
アマテラス
大幅に全体回復をする秘術を持つ。自分を謙遜している。
カグツチ
炎の秘術を使う。意思疎通ができない。
タカオカミ
クラオカミと同じく龍神。回復に優れた秘術を使う。
エンノオヅヌ
ヨシマロの師匠。ヨシマロとの一騎討ちで入手。
ライジン
風神とコンビで相手にする。漫才のようなやり取りをする。雷系の秘術を使う。
フウジン
木系の秘術を使う。
アシュラ
6連続攻撃と火系秘術を使う。
ヤマトタケル
ヤマトタケルの命。ノリヒコとの一騎討ちで仲間になる。先代カムラで、ノリヒコの先祖。回復系秘術が使える。
イザナギ
キヨヒコに負け、黄泉国に落とされる。味方にすると雷系秘術が使える。
イザナミ
エクストラシナリオのラスボス。イザナギでも手に負えないほど暴走した全ての元凶。
ヒルコ
本編のラスボス。
スサノオ
寄り道すると戦う事になる。強さをひたする求めるこのゲーム最強の神になっている。全物理攻撃や最強のカウンター攻撃を有する。
ゴズテンノウ
イザナミを倒した後に出てくるエクストラボス。